# 레인보우 (2010년 대한민국 영화)
"레인보우"는 2010년에 개봉한 대한민국의 영화이다.

## 캐스팅
- 박현영 : 김지완 역
- 백소명 : 시영 역
- 이미윤 : 최 피디 역
- 김재록 : 상우 역
- 조현숙 : 현주 역
- 손진환 : 대표 B 역
- 이호협 : 조 감독 역
- 최혁일 : 상급생 역
- 밴드 레인보우
- 밴드 건담맨과 아이돌
- 이유나 : 보컬 역
- 박정호 : 영화사 직원 역
- 정호중 : 영화사 직원 역
- 김수진 : 영화사 직원 역
- 박윤 : 영화사 직원 역
- 구혁탄 : 영화사 직원 역
- 임소현 : 바닷가 행인 역
- 김용관 : 스텝 역
- 박근록 : 스텝 역
- 조명기 : 스텝 역
- 최준혁 : 스텝 역
- 강두웅 : 자가용남 역
- 구도경 : 락 페스티발 관객 역
- 박예나 : 락 페스티발 관객 역
- 이아름 : 락 페스티발 관객 역
- 이은선 : 락 페스티발 관객 역
- 이호녕 : 락 페스티발 관객 역
- 조순형 : 고깃집 손님 역
- 고찬열 : 고깃집 손님 역
- 전재신 : 고깃집 손님 역
- 김흥동 : 목소리 출연
- 이주연 : 목소리 출연
- 안광섭 : 목소리 출연
- 이세련 : 목소리 출연
- 김정진 : 목소리 출연
- 이정렬 : 아나운서 (목소리) 역
- 정인기 : 행인 1 역 (특별출연)
- 양종현 : 안창남 역 (특별출연)
- 안상훈 : 강호준 역 (특별출연)
- 용세형 : 박 피디 역 (특별출연)
- 오명훈 : 대표 A 역 (특별출연)